# 神田駿河台
神田駿河台（日语：／ Kanda-surugadai */?）是東京都千代田區的町名。現行行政地名為神田駿河台一丁目至神田駿河台四丁目。2013年8月1日為止的人口為553人。郵遞區號101-0062。

## 地理
屬千代田區神田地域北部，與文京區（本鄉、湯島）相鄰。
原與本鄉台地相連，江戶時代時因神田川挖掘工程而分離。此外，因挖地填埋，過去的台地地形已不存在。
本地也簡稱為「駿台（すんだい）」。
關東大震災後，神田駿河台屬復興區劃整理事業第1號地。
在戰前的舊神田区時代，明治元勳西園寺公望的私邸位於此地，以山之手住宅區而聞名，1970年代起辦公大樓、店家等移入取代了大部分本地住家。
1960年代，御茶之水站至本鄉通周邊開始聚集學生相關的店家，有日本的拉丁區之稱。

### 河川
- 神田川－御茶之水橋（お茶の水橋）、聖橋。

## 歷史
江戶時代為武家屋敷。明治時代成為華族與官僚的宅邸，如加藤高明男爵邸、坊城俊長伯爵邸、小松官邸等。

### 地名由來
德川家康死後，江戶幕府將駿府的官吏安置在此而得名。

### 沿革
- 1967年（昭和42年）4月1日－神田駿河台二丁目部分地區實施住居表示，町名變更[2]。
- 1969年（昭和44年）4月1日－神田駿河台二丁目7番地[3]實施住居表示，町名變更[4]。

### 町名變遷
| 實施後       | 實施年月日   | 實施前（未備註表部分地區）                 |
| ------------ | ------------ | ------------------------------------------ |
| 三崎町一丁目 | 1967年4月1日 | 神田三崎町一丁目，神田駿河台二丁目         |
| 猿樂町二丁目 | 1969年4月1日 | 神田猿樂町二丁目（全域），神田駿河台二丁目 |

## 交通

### 鐵道
- JR 御茶之水站（■中央線快速■中央、總武緩行線）
- 東京地下鐵 新御茶之水站（○千代田線）

### 道路
- 東京都道403號大手町湯島線

## 設施

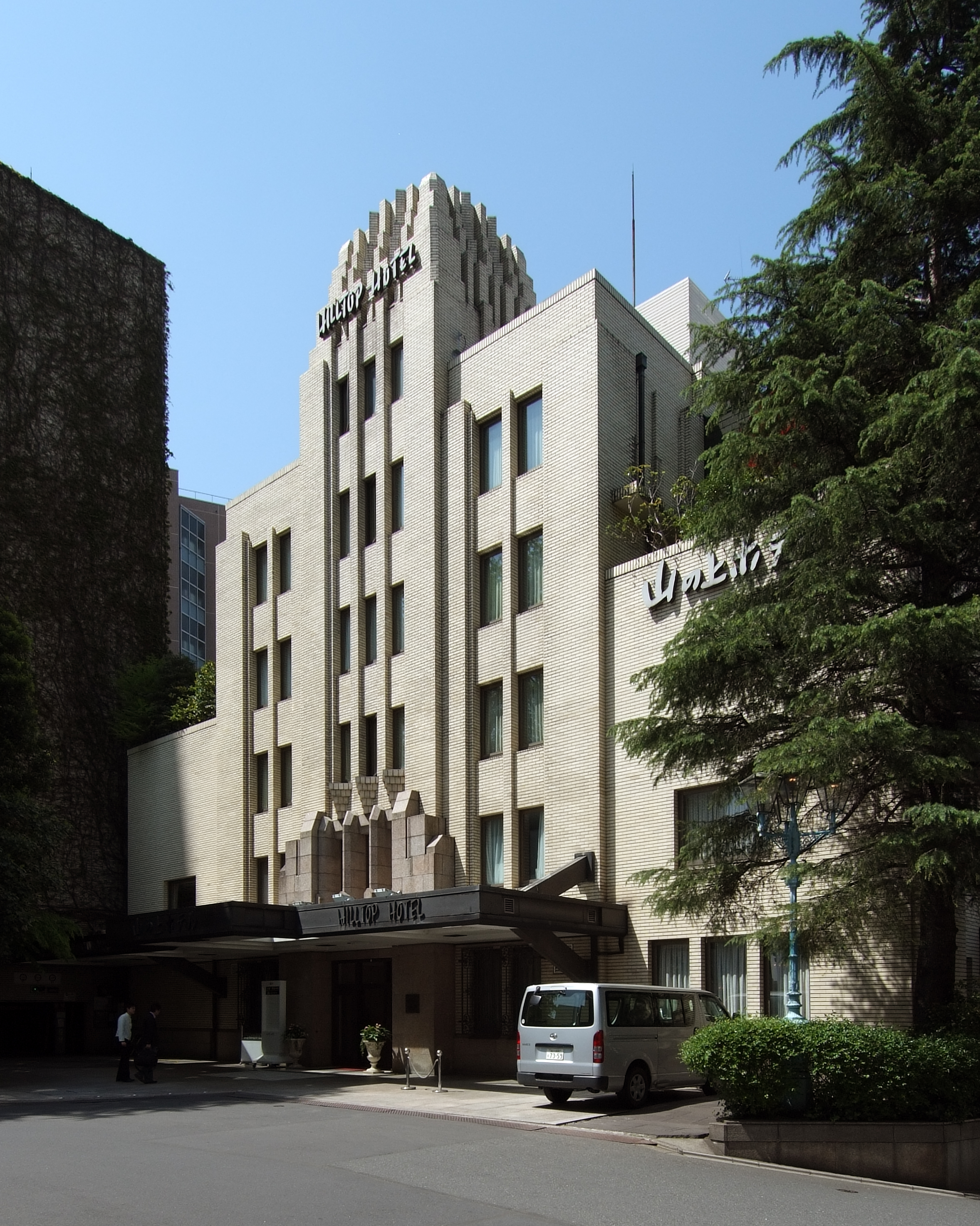
山之上飯店

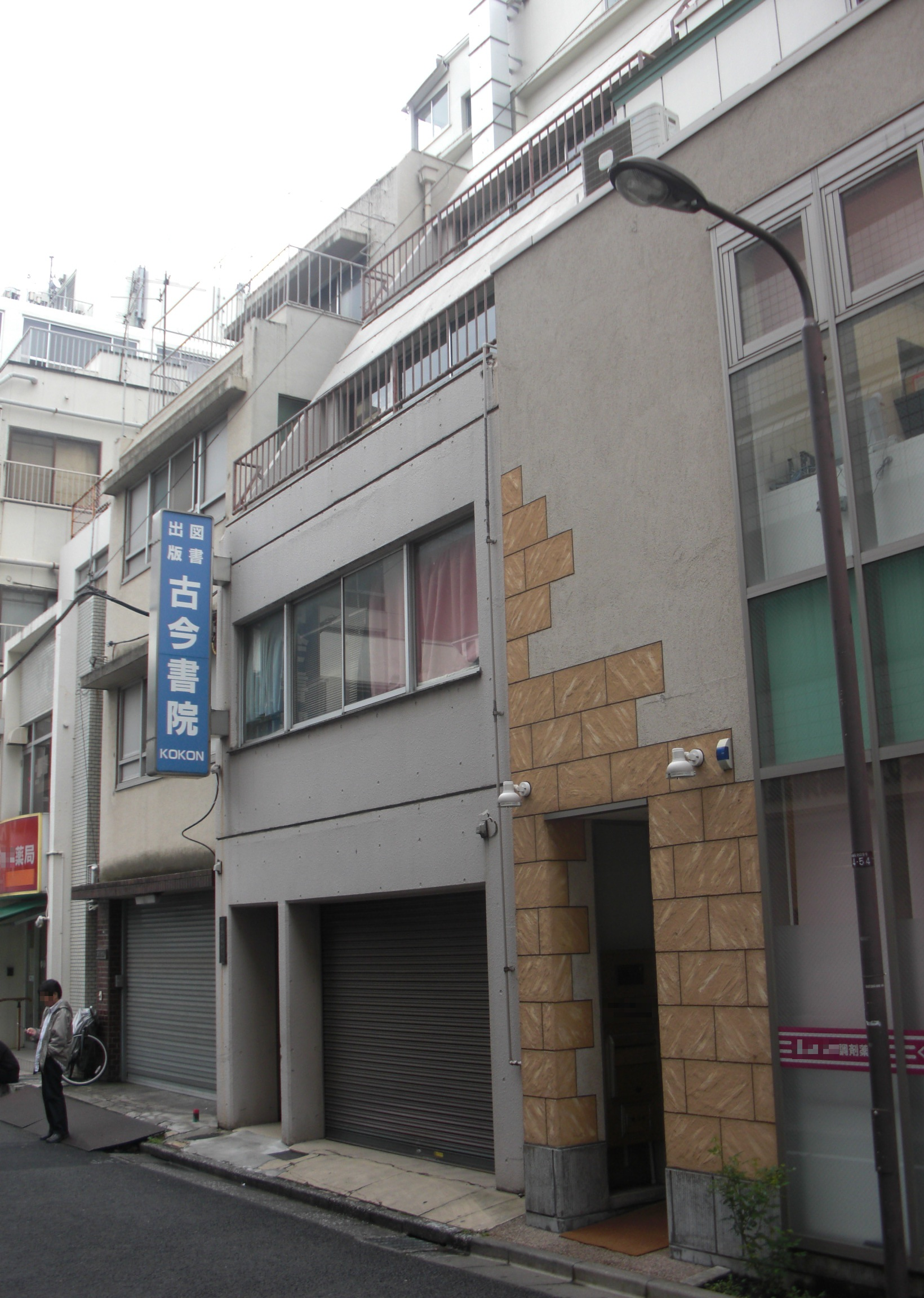
古今書院

教育
- 明治大學
- 駿台預備校
- 文化學院
- 東京設計師學院
- 日本大學相關設施（理工學部、齒學部等）
- 中央大學駿河台紀念館

企業、法人
- 日本BS放送 (BS11)
- 三井住友海上火災保險
- 佐佐木研究所（杏雲堂醫院）
- 東京基督教女青年會 (YWCA)
- 山之上飯店
- 古今書院

宗教設施
- 復活大教堂

## 備註
1. ↑  千代田区ホームページ - 町丁別世帯数および人口（住民基本台帳）：平成25年8月1日現在 的存檔，存档日期2013-10-27.
2. ↑  同年4月11日，自治省告示第81号
3. ↑  住居表示實施地區と未實施地區一覧 的存檔，存档日期2011-12-27. - 千代田區
4. ↑  同年7月2日，自治省告示第113号